# Unsafe
Albums de Channel Zero
Stigmatized...
(1993) Black Fuel
(1997)
Unsafe, sorti fin 1994, est le troisième album du groupe de heavy metal belge Channel Zero.

## L'album
Tous les titres de l'album ont été composés par les membres du groupe. C'est le premier album pour le label belge Play It Again Sam. Il a été enregistré entre avril et juillet 1994 par André Gielen et mixé par Michael Barbiero. C'est leur premier album dans une formule à quatre musiciens.

## Les musiciens
Franky "DSVD" De Smet Van Damme : voix
Xavier Carion : guitare
Tino De Martino : basse
Phil Baheux : batterie

## Les titres
1. Suck My Energy - 5 min 25 s
2. Heroin - 3 min 22 s
3. Bad to the Bone - 2 min 28 s
4. Help - 3 min 51 s
5. Lonely - 2 min 57 s
6. Run W.T.T. - 3 min 59 s
7. Why - 2 min 13 s
8. No More - 3 min 54 s
9. Unsafe - 3 min 34 s
10. Dashboard Devils - 3 min 03 s
11. As a Boy - 4 min 10 s
12. Man on the Edge - 10 min 52 s

## Informations sur le contenu de l'album
- Billy Milano accompagne au chant sur Bad to the Bone.
- Richard 23 participe aux titres Run W.T.T., Dashboard Devils et Man on the Edge.
- Suck My Energy, Heroin, Help et Run W.T.T. sont sortis également en singles.
- Run W.T.T. est une nouvelle version du titre Run With the Torch figurant sur le premier album du groupe.
- Il y a un morceau caché qui débute à 8 min 31 s du titre Man on the Edge.
- Le sample d'introduction du titre Dashboard Devils est tiré du film Les Affranchis (Goodfellas) de Martin Scorsese. Il s'agit d'une réplique de Jimmy Conway (Robert De Niro), sortant d'un restaurant, à destination de policiers assurant sa filature.